# Hippelates dorsalis
Hippelates dorsalis är en tvåvingeart som beskrevs av Friedrich Hermann Loew 1869. Hippelates dorsalis ingår i släktet Hippelates och familjen fritflugor. Inga underarter finns listade i Catalogue of Life.